# Grupo Batignolles

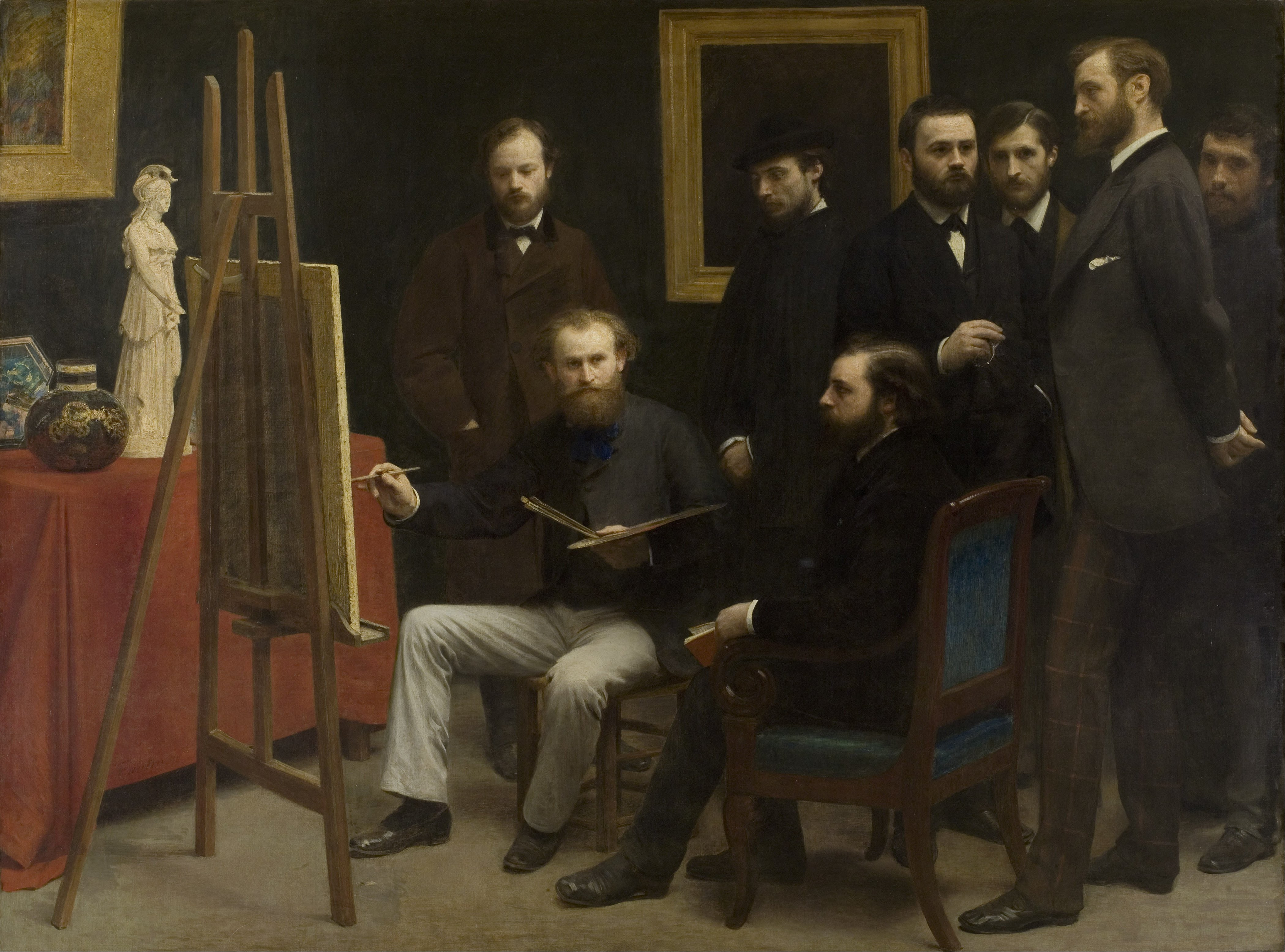
Um estúdio em Les Batignolles (1870), Henri Fantin-Latour

O grupo Batignolles (Le groupe des Batignolles) foi um grupo de jovens pintores de vanguarda do final do século XIX que se juntaram a Édouard Manet. O grupo recebe o nome em referência ao bairro de Batignolles, onde os artistas costumavam se reunir entre 1869 e 1875. Muitos dos artistas do grupo mais tarde se tornaram conhecidos pelo movimento impressionista . 

## Antecedentes
Édouard Manet (1832-1883) viveu no Boulevard des Batignolles e manteve a sua oficina na Rue Guyot (agora renomeada Rue Médéric). Alcançou sucesso no Salão em 1861 com O Cantor Espanhol (1860), com elogios do escritor Charles Baudelaire (1821–1867) e do jornalista e crítico literário Théophile Gautier (1811–1872). Essa reputação aprimorada também atraiu artistas mais jovens para a esfera de Manet por admiração e respeito, tornando-o o líder de um novo movimento de vanguarda centrado em Batignolles.
O estúdio do artista académico Charles Gleyre (1806–1874) atrai muitos dos que mais tarde se tornariam parte do grupo Batignolles. Pierre-Auguste Renoir (1841–1919), Alfred Sisley (1839–1899) e Frédéric Bazille (1841–1870) começaram a estudar em Gleyre em 1862, seguidos por Claude Monet em 1863. Todos se tornam amigos, mas Monet deixa o estúdio após perceber que ele não se enquadrava mais aos seus objetivos como artista.

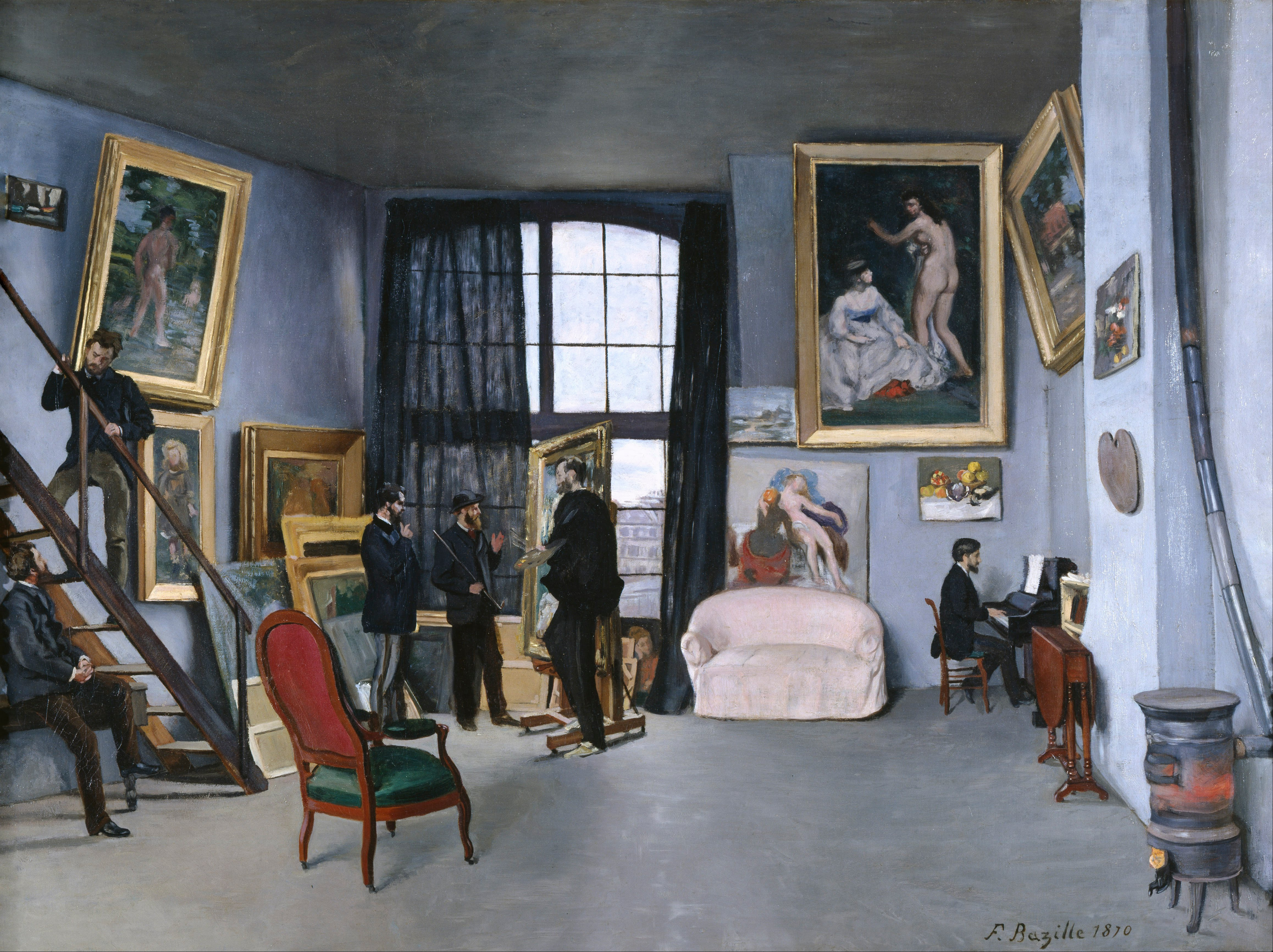
Estúdio de Bazille (1870) de Frédéric Bazille. O estúdio ficava na rua de La Condamine, no bairro de Batignolles. Seis membros do grupo aparecem na pintura.

## Membros
Núcleo de nove 
- Claude Monet, núcleo
- Pierre-Auguste Renoir, núcleo
- Alfred Sisley, núcleo
- Frédéric Bazille, núcleo
- Camilo Pissarro
- Paulo Cézanne
- Berthe Morisot, única mulher no grupo central
- Édouard Manet, líder intelectual
- Edgar Degas

Papéis secundários 
- Félix Bracquemond
- Armand Guillaumin
- Antoine Guillemet
- Henri Fantin-Latour
- Gustave Caillebotte, patrono
- Edmond Mestre
- Émile Zola, promoveu e defendeu o grupo
- Pierre Prins
- Maria Cassatt
- Paul Gauguin
- Nadar, sediou a primeira exposição de impressionistas em seu estúdio